# Frexit

Umístění Francie v Evropské unii

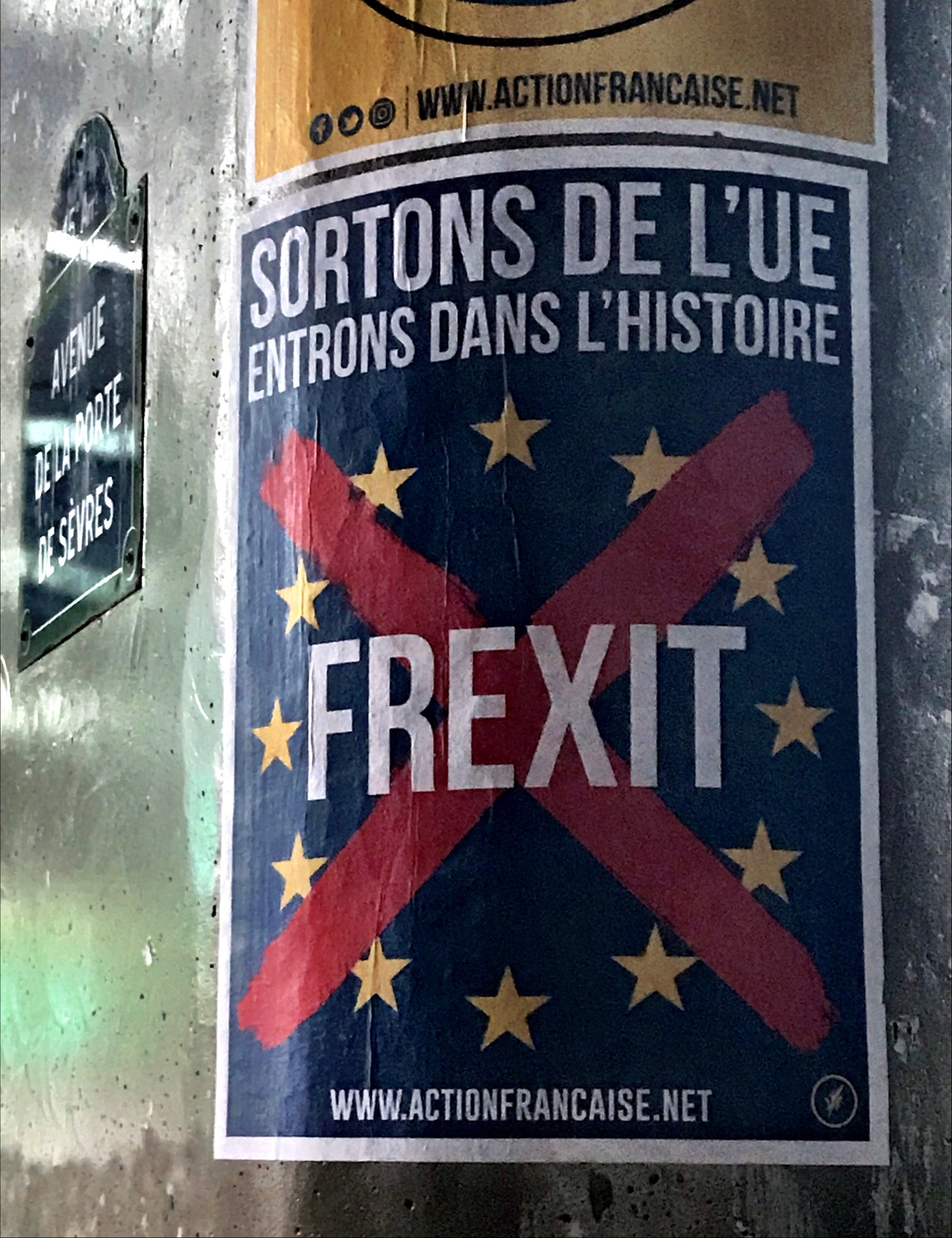
Předvolební plakát strany Action Française ve prospěch frexitu

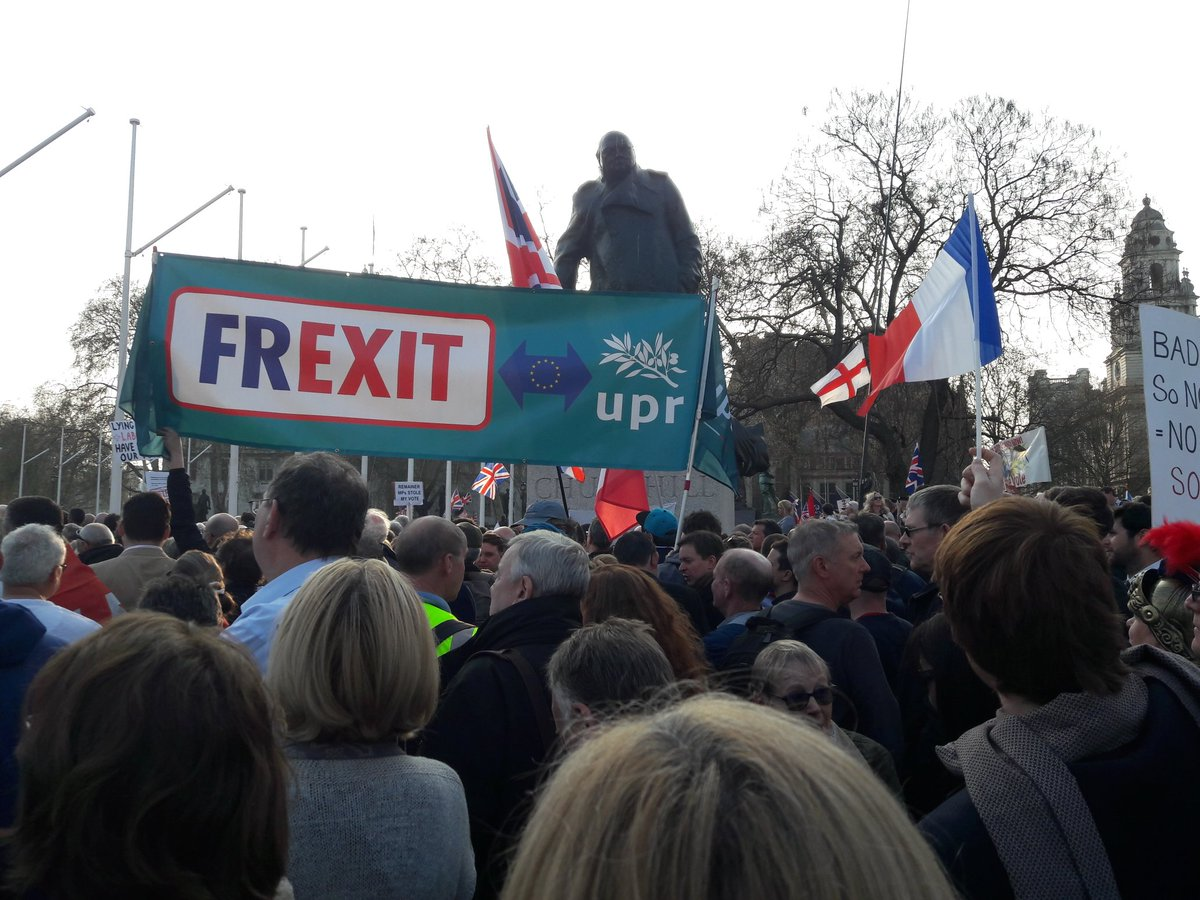
Aktivisté podporující frexit (PRU-UPR) se 29. března 2019 sešli na Parliament Square v Londýně, aby podpořili brexit

Frexit (složení anglických slov „French“ nebo „France“ a „exit“) je označení pro hypotetické vystoupení Francie z Evropské unie (EU). Termín je podobný brexitu, který označuje odchod Spojeného království z EU. Termín byl většinou používán během kampaně k francouzským prezidentským volbám v roce 2017.
Průzkum Pew Research Center, který proběhl v červnu 2016 před konáním britského referenda o členství v EU, shledal, že až 61 % Francouzů zastává negativní postoje k EU. Před Francií byli Řekové se 71 %, za ní Velká Británie se 48 %. Nicméně na otázku, zda by chtěli vystoupit z EU, odpovědělo 45 % Francouzů záporně a pouze 33 % by vystoupení podpořilo. Procento odpovědí ve prospěch setrvání se v následujícím průzkumu v roce 2019 zvýšilo na 60 %.
Referendum o členství Spojeného království v Evropské unii, které se konalo dne 23. června 2016 a jehož výsledkem bylo 51,9 % odevzdaných hlasů pro vystoupení z EU, se odehrálo během volební kampaně k francouzským prezidentským volbám v roce 2017. Vůdkyně Národního sdružení Marine Le Penová po výsledku referenda slíbila francouzské referendum o členství v EU, pokud vyhraje prezidentské volby. Bývalý prezident François Hollande se po hlasování setkal s politiky včetně Le Penové a odmítl její návrh na referendum. Kandidát z roku 2017 Nicolas Dupont-Aignan z Debout la République také obhajoval referendum. Lidová republikánská unie Françoise Asselineaua místo toho obhajovala jednostranné vystoupení z EU pomocí článku 50 Lisabonské smlouvy.
Slovo Frexit je starší než brexit, o němž se v roce 2016 rozhodovalo. Le Penová je použila během interview v Bloomberg Television, který s ní vedla novinářka Caroline Connanová 23. června 2015, což je přesně rok před britským referendem. „Říkejte mi, prosím, Madame Frexit," řekla během rozhovoru Le Penová. V rozhovoru pro British Broadcasting Corporation z ledna 2018 prezident Francie Emmanuel Macron souhlasil s Andrewem Marrem, že Francouzi byli stejně rozčarováni globalizací, a kdyby jim byla na tak složitou otázku předložena jednoduchá odpověď ano/ne, „pravděpodobně“ by za stejných okolností hlasovali pro frexit.
V srpnu 2019 ředitelka redakce Le Monde Sylvie Kauffmannová řekla, že „brexit znemožnil frexit“ a že se Le Penová „již neodvážila prosazovat svůj argument o frexitu v době prezidentských voleb v roce 2017“.
V roce 2022 kandidát na francouzského prezidenta Éric Zemmour řekl, že k frexitu nedojde, protože: „Francie není Anglie. Jednak Anglie vyhrála všechny své války za poslední dvě století a my jsme prohráli všechny své. To znamená, že nemáme tolik důvěry v sebe sama."
Maďarsko-americký bilionářský investor a stoupenec Open Society George Soros, který odmítá brexit, předpověděl, že Francie a Nizozemsko jsou další země, které by teoreticky mohly opustit EU.

## Prezidentské volby 2017
Během prezidentských voleb 2017 byl frexit podporován těmito kandidáty: François Asselineau (Lidová republikánská unie), Marine Le Penová (Národní fronta), Jacques Cheminade (Solidarita a progrese), Nathalie Arthaudová (Lutte ouvrière) a Philippe Poutou (Nouveau Parti anticapitaliste). Všichni z nich slibovali, že se zasadí o odchod Francie z Evropské unie, Eurozóny a NATO, pokud vyhrají volby. Jean-Luc Mélenchon (La France Insoumise) a Nicolas Dupont-Aignan (Debout la République) řekli, že uvažují o Frexitu, pokud nedojde k reformě zakládajících smluv EU.